# Urd (album)
Urd (2012) is het negende studioalbum van de Noorse progressieve metalgroep Borknagar. Het album werd uitgebracht op Century Media Records. Het is het eerste album waarop zowel ICS Vortex (Simen Hestnæs) als Vintersorg (Andreas Hedlund) voor de zang zorgen.

## Tracklist
1. Epochalypse (Brun/Hedlund) - 6:08
2. Roots (Brun/Hestnæs) - 5:55
3. The Beauty of Dead Cities (Nedland) - 4:15
4. The Earthling (Brun) - 6:51
5. The Plains of Memories (Brun) - 4:27
6. Mount Regency (Brun) - 6:08
7. Frostrite (Hestnæs) - 4:50
8. The Winter Eclipse (Brun) - 8:45
9. In a Deeper World (Brun) - 5:42

## Medewerkers

### Muzikanten
- ICS Vortex (Simen Hestnæs) - zang, basgitaar
- Vintersorg (Andreas Hedlund) - zang
- Øystein G. Brun - gitaar
- Jens F. Ryland - gitaar
- Lars A. Nedland - zang, keyboard
- David Kinkade - drums, percussie

### Overige
- Christophe Szpajdel - logo